# Charlize Theron
Charlize Theron (Benoni, 7 agosto 1975) è un'attrice, produttrice cinematografica e modella sudafricana naturalizzata statunitense.
Ha recitato in diversi film tra cui L'avvocato del diavolo (1997), Il grande Joe (1998), Le regole della casa del sidro (1999), The Italian Job (2003), Hancock (2008), Biancaneve e il cacciatore, Prometheus (2012), Mad Max: Fury Road (2015), Dark Places (2015), Il cacciatore e la regina di ghiaccio (2016), Fast & Furious 8, Atomica bionda (2017), The Old Guard (2020) .
Ha ricevuto il plauso della critica per la sua interpretazione della serial killer Aileen Wuornos in Monster (2003), per il quale ha vinto, oltre all'Academy Award (nella categoria di miglior attrice) – prima sudafricana a ricevere un Oscar in una delle categorie principali –, il Golden Globe, uno Screen Actors Guild Award, il Critics' Choice Awards e l'Orso d'argento al Festival di Berlino e svariati altri riconoscimenti; ha ricevuto altre due candidature all'Oscar come miglior attrice protagonista per i film North Country - Storia di Josey (2005) e Bombshell - La voce dello scandalo (2019).

## Biografia
Nasce a Benoni, in Sudafrica, presso Johannesburg, figlia unica di Charles Jacobus Theron, di origini francesi e imparentato con l'eroe di guerra afrikaner Daniel Theron, e Gerda Jacoba Aletta Maritz, di ascendenze olandesi, la quale ereditò l'impresa del padre dopo la sua morte. La sua lingua madre è l'afrikaans. "Theron" è un cognome di origine occitana, pronunciato originariamente «Theròn» e in afrikaans «Tròn». Tuttavia Charlize ha dichiarato di aver cambiato la pronuncia del suo cognome in «Thèron» per renderlo più americano[1]. Charlize Theron ha un'infanzia difficile. Lasciata spesso sola dai suoi genitori nel podere di loro proprietà nel quartiere Rynfield, frequenta lezioni di danza classica dall'età di 4 anni, ma anche di flamenco, danza greca e danza moderna, e la scuola elementare del quartiere Putfontein. All'età di 13 anni viene mandata in collegio e successivamente incomincia la "Scuola Nazionale delle Arti" a Johannesburg.

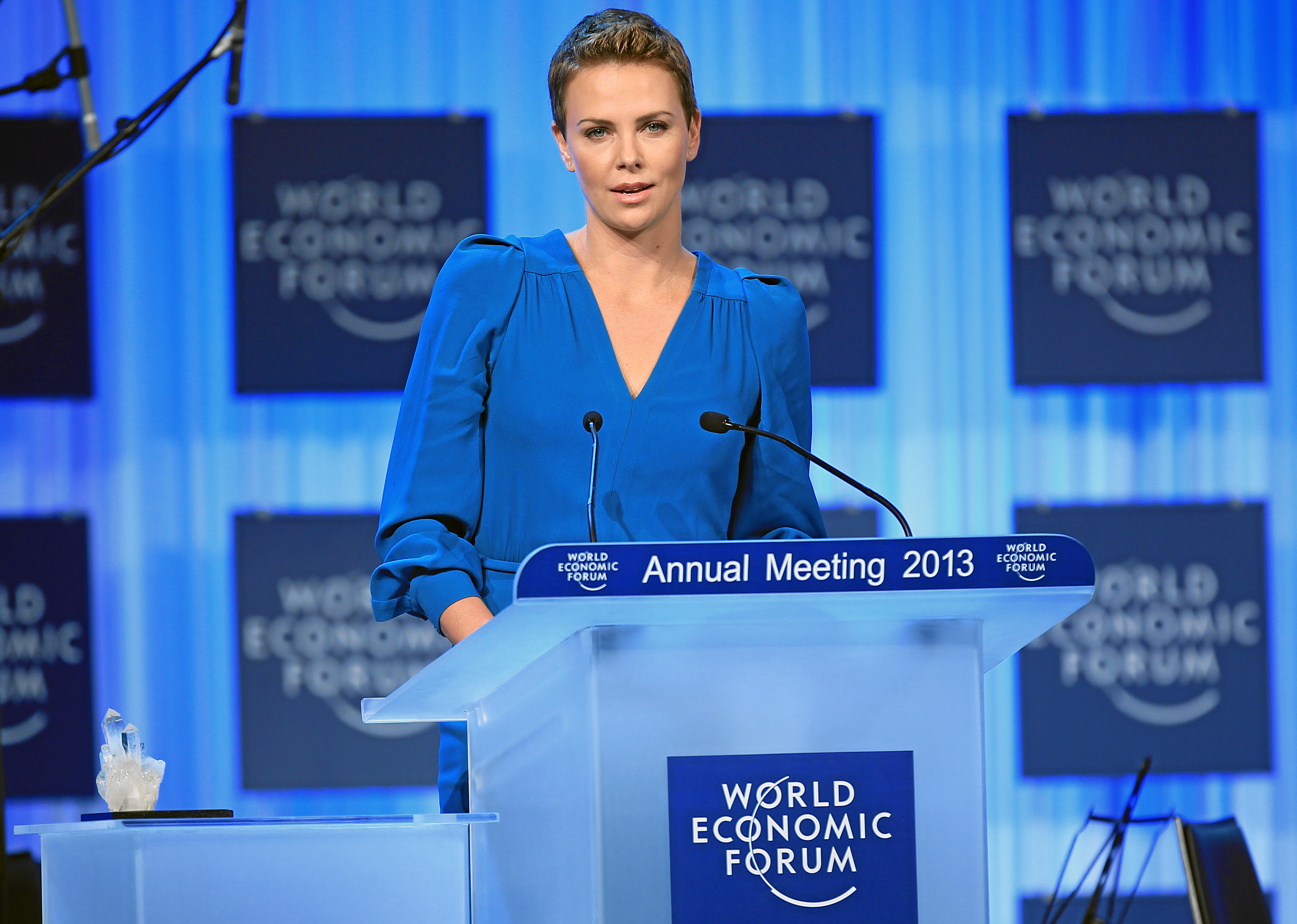
Charlize Theron parla nel 2013 al Crystal Award Ceremony, nell'ambito del World Economic Forum di Davos

Appena quindicenne, il 21 giugno 1991, vive un'esperienza traumatica: il padre Charles, 43 anni, andato a vivere dalla sorella, alcolizzato e depresso per il proprio matrimonio finito, una sera litiga brevemente con la moglie passata assieme alla figlia per prendersi una chiave da lui, impegnato in una tavolata ad alto tasso alcolico col fratello Daniel Theron (omonimo dell'illustre parente) e alcuni amici e, in seguito, telefona arrabbiato in quella che era la sua casa. La moglie non risponde e lui telefona di nuovo: risponde la figlia, che viene spaventata dai toni minacciosi e quando sente l'uomo bussare alla porta, decide di andarsene a letto. Dalla sua stanza sente il padre fuori dalla porta della cucina (aperta dalla madre, ma con un cancello di sicurezza chiuso) imprecare e urlare minacce di morte alla moglie, che non lo fa entrare e a lei.
L'uomo, accompagnato dal fratello Daniel che cerca inutilmente di calmarlo, inizia quindi a sparare con una pistola contro il cancello. La donna fugge in casa, riesce a impossessarsi della propria pistola in una credenza e si rifugia nella stanza della figlia, nella quale entra un proiettile che esce dalla finestra. Dalla soglia della camera della figlia, la donna inizia a sparare verso il marito che era riuscito a entrare in cucina, colpendo prima il cognato a due dita della mano sinistra, con la quale cercava di ripararsi, poi il marito, che uccide per legittima difesa. È Charlize che, uscita dalla camera e, visti il padre morto e lo zio ferito, viene incaricata dalla madre di avvertire un vicino, il quale poi chiama la polizia. Per anni Charlize dirà di aver perso il padre per incidente stradale.
Dopo quindici anni vissuti negli Stati Uniti d'America, nel 2007 ha ottenuto la naturalizzazione, diventando cittadina statunitense. Nel 2008 è nominata dalla "Hasty Pudding Theatricals", la società teatrale studentesca dell'Università Harvard, la "Donna dell'anno", riconoscimento ottenuto prima di lei da Katharine Hepburn, Jodie Foster, Michelle Pfeiffer, Julia Roberts e Catherine Zeta-Jones. Il 5 giugno 2010 ha vinto il premio "The Decade of Hotness" durante il Guy Choice Award di Los Angeles. Nel 2012 è diventata madre adottando Jackson, una bambina transgender; nel luglio 2015 adotta August, una bambina afroamericana.

### Attivismo
È membro di organizzazioni per i diritti delle donne e degli animali, come ad esempio la PETA. È inoltre sostenitrice dei diritti gay e favorevole al matrimonio tra persone dello stesso sesso; a tal proposito ha dichiarato che «mi offende vivere in un mondo elitario. Non voglio far parte di un gruppo sessuale privilegiato. Questo mi offende, forse perché vengo da un paese dove ho vissuto sotto l'apartheid, ma questa è una forma di isolamento e io non voglio farne parte. La possibilità di sposarsi è una parte di me e io vorrei che questo fosse riconosciuto a tutti quelli per cui significa tanto. Tutti dobbiamo avere la possibilità di sposarci. Non posso credere che stiamo ancora discutendo di questo argomento».

## Carriera

### Modella
Nel 1991, pochi mesi dopo la morte del padre, incoraggiata dalla madre, partecipa a un concorso per modelle a Johannesburg organizzato dalla rivista Rooi Rose. Lo vince e ottiene il diritto di rappresentare la sua nazione al concorso internazionale New Model Today per giovani modelle a Positano. Vince anche questo concorso, e ottiene un contratto di un anno per lavorare come modella a Milano. Diventa nota per la sua partecipazione a una pubblicità televisiva della Martini, chiamata Mogul Italian e ambientata a Santa Margherita Ligure, poi trasmessa per la prima volta nel 1993.
Nel frattempo, a New York per un lavoro di tre giorni, alla prima occasione aveva abbandonato il mondo della moda per tornare alla sua prima passione, ovvero la danza classica. Iscritta alla scuola newyorkese del Joffrey Ballet, nell'inverno 1992-93 risiede in un seminterrato ospite di un'amica, dove poi la raggiunge la madre, e per mantenersi lavora da cameriera; con la scuola si esibisce ne Il lago dei cigni e Lo schiaccianoci, ma un incidente al ginocchio a nemmeno diciotto anni di età le preclude la carriera di ballerina. Spinta dalla madre, che aveva sempre notato la sua sicurezza sui palcoscenici dei saggi di danza, si trasferisce da sola a Los Angeles per tentare con la recitazione, risiedendo in un motel.
Anche dopo aver lasciato la moda per la recitazione, rimane negli anni seguenti un volto di riferimento per il settore nonché per la pubblicità. Tra le varie situazioni, dal 2004 al 2024 è stata testimonial del profumo J'adore di Dior.

### Attrice
Un giorno del 1993 si reca in una banca sull'Hollywood Boulevard con alcuni assegni inviati dalla madre rimasta a New York, ma capita che l'impiegato non possa riscuoterli. Nelle insistenze e nel litigio che seguono, viene notata da un agente dello spettacolo, John Crosby, che le lascia il proprio biglietto da visita. Crosby le fa frequentare una scuola di recitazione, e a dicembre ottiene il suo primo piccolo ruolo, nel direct-to-video Children of the Corn III: Urban Harvest, che però verrà tenuto in stallo oltre un anno. Nel frattempo, nel 1994 partecipa alle audizioni per il ruolo da protagonista in Showgirls, e in questa occasione conosce l'agente J.J. Harris, che nota il suo talento e inizia a selezionare oculatamente sceneggiature con parti adatte a lei. Nel 1996 è in Due giorni senza respiro, accanto a James Spader, dove l'attrice indossa i panni dell'affascinante e sensuale Helga. Dopo Music Graffiti, diretto da Tom Hanks, la notorietà arriva nel 1997 con L'avvocato del diavolo, accanto ad Al Pacino e a Keanu Reeves, e con Le regole della casa del sidro del 1999. In seguito al drammatico The Astronaut's Wife - La moglie dell'astronauta, dimostra le sue capacità artistiche in La leggenda di Bagger Vance del 2000 per la regia di Robert Redford, in cui recita il ruolo di una ragazza che fa perdere la testa a un giocatore di golf, ex eroe di guerra. La si ricorda anche in Sweet November - Dolce novembre, dove ritorna al fianco di Keanu Reeves, nel quale interpreta il ruolo di una ragazza malata di cancro, Sara, che cerca di far apprezzare la vita al cinico Nelson (Reeves), in 24 ore, thriller del 2002, e nel popolare The Italian Job del 2003, con Mark Wahlberg.
La consacrazione internazionale avviene nel 2004 con Monster, in cui interpreta la serial killer Aileen Wuornos. Per questo film Charlize vince l'Oscar alla miglior attrice, il SAG Award e il Golden Globe: è stata la prima sudafricana a vincere un premio internazionale per la recitazione. Il critico cinematografico e sceneggiatore Roger Ebert la definì: "una delle più grandi performance della storia del cinema": nella pellicola la Theron si è sottoposta a estenuanti ore di trucco, apparendo sullo schermo imbruttita e ingrassata di 15 kg. Per questo ruolo, l'attrice guadagna 10.000.000 di dollari, cifra che resterà inalterata anche per i successivi film, e che la farà entrare nella lista delle attrici più pagate di Hollywood nel 2006, posizionandosi al settimo posto, dietro Halle Berry, Cameron Diaz, Drew Barrymore, Renée Zellweger, Reese Witherspoon e Nicole Kidman. Nel 2004 è anche in Gioco di donna, in cui interpreta una donna del mondo dello spettacolo che, durante la guerra civile spagnola, combatte, insieme a un'amica (interpretata da Penélope Cruz), contro le truppe di Francisco Franco.

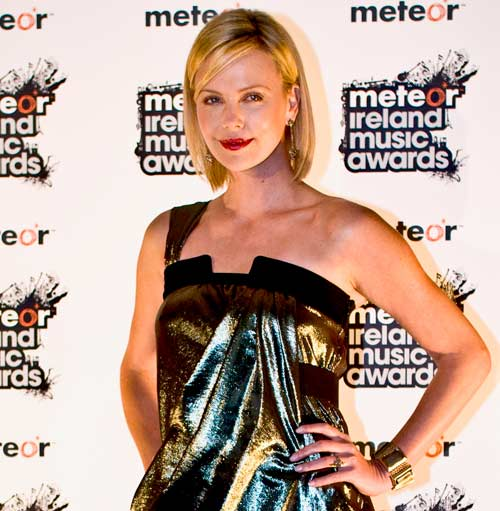
Charlize Theron nel 2008 ai Meteor Ireland Music Awards

Nel 2005 interpreta North Country - Storia di Josey, ispirato alla prima causa per molestie sessuali sul lavoro negli Stati Uniti che le vale la candidatura all'Oscar alla miglior attrice e al Golden Globe, e il film di fantascienza Æon Flux - Il futuro ha inizio, tratto dall'omonima serie televisiva animata trasmessa da MTV negli anni 1990. Nello stesso anno, il 30 settembre riceve la sua stella nella Hollywood Walk of Fame. Nel 2008 prende parte al cast del film Hancock, accanto a Will Smith. Nel 2010 appare nel videoclip Crossfire di Brandon Flowers.
Nel 2011 è protagonista della commedia Young Adult dove interpreta Mavis, scrittrice frustrata di romanzi per ragazzini, che torna nella propria cittadina natale con l'obiettivo di riconquistare la sua vecchia fiamma del liceo. La pellicola le fa ottenere una nomination ai Golden Globe come Miglior attrice protagonista in una commedia. Nel 2012 è protagonista del film Biancaneve e il cacciatore a fianco di Kristen Stewart e Chris Hemsworth, e partecipa a Prometheus di Ridley Scott. Nel 2015 è protagonista, insieme a Tom Hardy, di Mad Max: Fury Road, nei panni di Imperatrice Furiosa: vincitore di 6 Oscar, il film diviene un successo al botteghino e viene universalmente acclamato dalla critica come «il miglior film d'azione di sempre», mentre l'American Film Institute lo inserisce tra i 10 migliori film dell'anno.

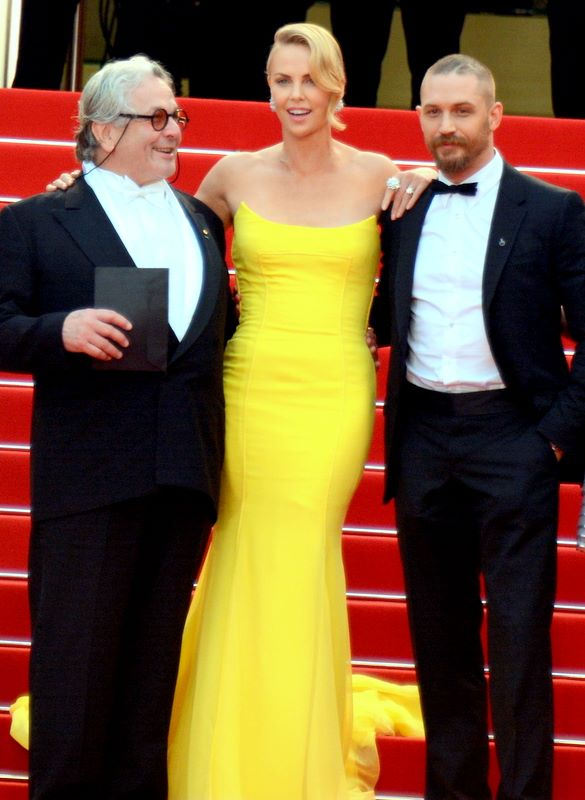
George Miller, Charlize Theron e Tom Hardy all'anteprima di Mad Max: Fury Road al Festival di Cannes 2015

Nel 2017 ricopre il ruolo della cyberterrorista Cipher nell'ottavo capitolo della saga di Fast and Furious, diretto dal regista F. Gary Gray, in cui interpreta il ruolo dell'antagonista; nella pellicola anche Vin Diesel e Jason Statham (con quest'ultimo, oltre che col regista Gray, lavorò già in The Italian Job nel 2003). Nell'estate dello stesso anno è la protagonista dell'action thriller Atomica bionda diretto da David Leitch, basato sul fumetto The Coldest City, in cui recita accanto a Sofia Boutella e James McAvoy. Nell'agosto dello stesso anno viene inserita dalla rivista Forbes al sesto posto fra le attrici più pagate, con un guadagno di 14 milioni di dollari, ex aequo con Emma Watson.
Nel 2018 è nel cast della dark comedy Truffatori in erba, accanto a David Oyelowo, Joel Edgerton e Amanda Seyfried, dove veste i panni di una manager senza scrupoli; nello stesso anno interpreta Marlo, una madre di tre figli stanca e stressata che decide di ricorrere all'aiuto di una stravagante tata con cui instaura un profondo legame, nel film Tully, diretto da Jason Reitman. Nel 2019 la rivista Forbes la inserisce al nono posto fra le attrici più pagate, con un guadagno di 23 milioni di dollari. L'anno successivo è nel cast del biografico Bombshell - La voce dello scandalo, riguardante le accuse di molestie sessuali del 2016 piombate su Roger Ailes, fondatore di Fox News, interpretando la giornalista Megyn Kelly (grazie alla sua performance in questo ruolo ottiene la terza candidatura all'Oscar alla migliore attrice protagonista); sempre nello stesso anno, prende parte alla commedia Non succede, ma se succede... accanto a Seth Rogen.

## Filmografia

### Attrice

#### Cinema
- Grano rosso sangue 3 (Children of the Corn III: Urban Harvest), regia di James D.R. Hickox (1995) – non accreditata
- Due giorni senza respiro (2 Days in the Valley), regia di John Herzfeld (1996)
- Music Graffiti (That Thing You Do!), regia di Tom Hanks (1996)
- Ancora più scemo (Trial and Error), regia di Jonathan Lynn (1997)
- L'avvocato del diavolo (The Devil's Advocate), regia di Taylor Hackford (1997)
- Celebrity, regia di Woody Allen (1998)
- Il grande Joe (Mighty Joe Young), regia di Ron Underwood (1998)
- The Astronaut's Wife - La moglie dell'astronauta (The Astronaut's Wife), regia di Rand Ravich (1999)
- Le regole della casa del sidro (The Cider House Rules), regia di Lasse Hallström (1999)
- Trappola criminale (Reindeer Games), regia di John Frankenheimer (2000)
- The Yards, regia di James Gray (2000)
- Men of Honor - L'onore degli uomini (Men of Honor), regia di George Tillman Jr. (2000)
- La leggenda di Bagger Vance (The Legend of Bagger Vance), regia di Robert Redford (2000)
- Sweet November - Dolce novembre (Sweet November), regia di Pat O'Connor (2001)
- 15 minuti - Follia omicida a New York (15 Minutes), regia di John Herzfeld (2001) – cameo
- La maledizione dello scorpione di giada (The Curse of the Jade Scorpion), regia di Woody Allen (2001)
- 24 ore (Trapped), regia di Luis Mandoki (2002)
- Amici di... letti (Waking Up in Reno), regia di Jordan Brady (2002)
- The Italian Job, regia di F. Gary Gray (2003)
- Monster, regia di Patty Jenkins (2003)
- Gioco di donna (Head in the Clouds), regia di John Duigan (2004)
- Tu chiamami Peter (The Life and Death of Peter Sellers), regia di Stephen Hopkins (2004)
- North Country - Storia di Josey (North Country), regia di Niki Caro (2005)
- Æon Flux - Il futuro ha inizio (Æon Flux), regia di Karyn Kusama (2005)
- Nella valle di Elah (In the Valley of Elah), regia di Paul Haggis (2007)
- Battle in Seattle - Nessuno li può fermare (Battle in Seattle), regia di Stuart Townsend (2007)
- Sleepwalking, regia di William Maher (2008)
- Hancock, regia di Peter Berg (2008)
- The Burning Plain - Il confine della solitudine (The Burning Plain), regia di Guillermo Arriaga (2008)
- The Road, regia di John Hillcoat (2009)
- Young Adult, regia di Jason Reitman (2011)
- Biancaneve e il cacciatore (Snow White and the Huntsman), regia di Rupert Sanders (2012)
- Prometheus, regia di Ridley Scott (2012)
- Un milione di modi per morire nel West (A Million Ways to Die in the West), regia di Seth MacFarlane (2014)
- Dark Places - Nei luoghi oscuri (Dark Places), regia di Gilles Paquet-Brenner (2015)
- Mad Max: Fury Road, regia di George Miller (2015)
- Il cacciatore e la regina di ghiaccio (The Huntsman: Winter's War), regia di Cedric Nicolas-Troyan (2016)
- Il tuo ultimo sguardo (The Last Face), regia di Sean Penn (2016)
- Fast & Furious 8 (The Fate of the Furious), regia di F. Gary Gray (2017)
- Atomica bionda (Atomic Blonde), regia di David Leitch (2017)
- Truffatori in erba (Gringo), regia di Nash Edgerton (2018)
- Tully, regia di Jason Reitman (2018)
- Non succede, ma se succede... (Long Shot), regia di Jonathan Levine (2019)
- Bombshell - La voce dello scandalo (Bombshell), regia di Jay Roach (2019)
- The Old Guard, regia di Gina Prince-Bythewood (2020)
- Fast & Furious 9 - The Fast Saga (F9: The Fast Saga), regia di Justin Lin (2021)
- Doctor Strange nel Multiverso della Follia (Doctor Strange in the Multiverse of Madness), regia di Sam Raimi (2022) – cameo
- L'accademia del bene e del male (The School for Good and Evil), regia di Paul Feig (2022)
- Fast X, regia di Louis Leterrier (2023)
- The Old Guard 2, regia di Victoria Mahoney (2025)

#### Televisione
- Hollywood Confidential, regia di Reynaldo Villalobos – film TV (1997)
- Arrested Development - Ti presento i miei (Arrested Development) – serie TV, 5 episodi (2005)
- The Orville – serie TV, episodio 1x05 (2017)
- The Boys – serie TV, episodio 3x01 (2022)

#### Videoclip
- Crossfire, Brandon Flowers – videoclip (2010)

### Doppiatrice
- Astro Boy, regia di David Bower (2009)
- Kubo e la spada magica (Kubo and the Two Strings), regia di Travis Knight (2016)
- La famiglia Addams (The Addams Family), regia di Conrad Vernon e Greg Tiernan (2019) – Morticia Addams
- La famiglia Addams 2 (The Addams Family 2), regia di Greg Tiernan, Laura Brousseau e Kevin Pavlovic (2021)

### Produttrice
- Monster, regia di Patty Jenkins (2003)
- East of Havana, regia di Jauretsi Saizarbitoria (2007)
- Sleepwalking, regia di William Maher (2008)
- Dark Places - Nei luoghi oscuri (Dark Places), regia di Gilles Paquet-Brenner (2015)
- Girlboss – serie TV (2017) – produttrice esecutiva
- Atomica bionda (Atomic Blonde), regia di David Leitch (2017)
- Mindhunter – serie TV (2017) – produttrice esecutiva
- Truffatori in erba (Gringo), regia di Nash Edgerton (2018)
- Tully, regia di Jason Reitman (2018)
- A Private War, regia di Matthew Heineman (2018)
- Non succede, ma se succede... (Long Shot), regia di Jonathan Levine (2019)
- The Old Guard, regia di Gina Prince-Bythewood (2020)
- The Old Guard 2, regia di Victoria Mahoney (2025)

## Riconoscimenti
- Premio Oscar
  - 2004 – Miglior attrice protagonista per Monster
  - 2006 – Candidatura alla miglior attrice protagonista per North Country - Storia di Josey[30]
  - 2020 – Candidatura alla miglior attrice protagonista per Bombshell - La voce dello scandalo

- Golden Globe
  - 2004 – Miglior attrice in un film drammatico per Monster
  - 2005 – Candidatura alla miglior attrice non protagonista in una serie per Tu chiamami Peter
  - 2006 – Candidatura alla miglior attrice in un film drammatico per North Country - Storia di Josey
  - 2012 – Candidatura alla miglior attrice in un film commedia o musicale per Young Adult
  - 2019 – Candidatura alla miglior attrice in un film commedia o musicale per Tully
  - 2020 – Candidatura alla miglior attrice in un film drammatico per Bombshell - La voce dello scandalo

- BAFTA
  - 2005 – Candidatura alla miglior attrice protagonista per Monster
  - 2006 – Candidatura alla miglior attrice protagonista per North Country - Storia di Josey
  - 2020 – Candidatura alla miglior attrice protagonista per Bombshell - La voce dello scandalo

- Festival di Berlino
  - 2004 – Orso d'argento per la migliore attrice per Monster

- Hollywood Film Awards
  - 2005 – Migliore attrice per North Country – Storia di Josey

- Premio Emmy
  - 2005 – Candidatura alla migliore attrice non protagonista in una miniserie o film per la televisione per Tu chiamami Peter

- Satellite Award
  - 2004 – Miglior attrice in un film drammatico per Monster
  - 2005 (dicembre) – Candidatura alla miglior attrice in un film drammatico per North Country - Storia di Josey
  - 2011 – Candidatura alla miglior attrice protagonista per Young Adult
  - 2019 (dicembre) – Candidatura alla miglior attrice in un film drammatico per Bombshell - La voce dello scandalo

- Saturn Award
  - 1999 – Candidatura alla miglior attrice non protagonista per Il grande Joe
  - 2009 – Candidatura alla miglior attrice non protagonista per Hancock
  - 2010 – Candidatura alla miglior attrice protagonista per The Burning Plain - Il confine della solitudine
  - 2013 – Candidatura alla miglior attrice non protagonista per Biancaneve e il cacciatore
  - 2016 – Miglior attrice protagonista per Mad Max: Fury Road

- Screen Actors Guild Award
  - 2000 – Candidatura alla miglior cast cinematografico per Le regole della casa del sidro
  - 2004 – Miglior attrice protagonista per Monster
  - 2005 – Candidatura alla miglior attrice in una miniserie o film per la televisione per Tu chiamami Peter
  - 2006 – Candidatura alla miglior attrice protagonista per North Country - Storia di Josey
  - 2020 – Candidatura alla miglior attrice protagonista per Bombshell - La voce dello scandalo

## Doppiatrici italiane
Nelle versioni in italiano delle opere in cui ha recitato, Charlize Theron è stata doppiata da:
- Roberta Pellini in Monster, Gioco di donna, Tu chiamami Peter, North Country - Storia di Josey, Nella valle di Elah, Sleepwalking, The Burning Plain - Il confine della solitudine, The Road, Young Adult, Biancaneve e il cacciatore, Prometheus, Dark Places - Nei luoghi oscuri, Il cacciatore e la regina di ghiaccio, Il tuo ultimo sguardo, Fast & Furious 8, Bombshell - La voce dello scandalo, Fast & Furious 9 - The Fast Saga, Doctor Strange nel Multiverso della Follia, Fast X
- Claudia Catani ne L'avvocato del diavolo, The Astronaut's Wife - La moglie dell'astronauta, Trappola criminale, The Yards, Sweet November - Dolce novembre, Amici di... letti, Æon Flux - Il futuro ha inizio, Un milione di modi per morire nel West, Mad Max: Fury Road, Atomica bionda, The Orville, Tully, Truffatori in erba, Non succede, ma se succede..., The Boys, The Old Guard, L'accademia del bene e del male, The Old Guard 2
- Eleonora De Angelis ne Le regole della casa del sidro, 24 ore, Hancock
- Barbara De Bortoli in Music Graffiti, The Italian Job
- Ilaria Stagni ne Il grande Joe, La maledizione dello scorpione di giada
- Sabrina Duranti in Men of Honor - L'onore degli uomini, La leggenda di Bagger Vance
- Emanuela Rossi in Due giorni senza respiro
- Giuppy Izzo in Ancora più scemo
- Giò Giò Rapattoni in Hollywood Confidential
- Stella Musy in Celebrity
- Roberta Greganti in 15 minuti - Follia omicida a New York
- Rita Baldini in Arrested Development - Ti presento i miei
- Antonella Rinaldi in Battle in Seattle - Nessuno li può fermare

Da doppiatrice è sostituita da:
- Chiara Colizzi in Astro Boy, Kubo e la spada magica
- Virginia Raffaele ne La famiglia Addams, La famiglia Addams 2